# Révolte d'Olhão
Invasions françaises du Portugal
Batailles
- Dos de Mayo
- Tolède
- Bruc
- Valdepeñas
- Pont d'Alcolea
- Port de Cadix
- Olhão
- Cabezón
- Gérone (1er)
- Saragosse (1er)
- Valence (1er)
- Medina de Rioseco
- Bailén
- Gérone (2e)
- Évora
- Roliça
- Vimeiro

La révolte d'Olhão, du 12 au 19 juin 1808, est un épisode de la première invasion napoléonienne au Portugal. Elle a pour particularité d'être la première des révoltes populaires contre l'occupation française.

## Contexte
Le 14 avril 1808, une vingtaine de soldats français pénètrent dans Olhão. Le général en chef Junot fait afficher des édits annonçant des mesures drastiques contre ses habitants qui vivent essentiellement de la mer. Entre autres vexations imposées figure celle qui oblige la « Mutuelle des pêcheurs d'Olhão » (Compromisso Marítimo de Olhão) à faire payer les pêcheurs qui veulent prendre la mer. Ceux-ci doivent également payer un impôt leur permettant de naviguer près des côtes africaines, côtes qu'ils avaient l'habitude de fréquenter librement jusque-là. Les actes de contrebande sont expressément interdits, tout contrevenant risquant la peine de mort. Ceux qui veulent quitter l'Algarve et ceux qui possèdent des biens doivent également payer un tribut. Pour couronner le tout, les Français se rendent coupable du vol de l'argenterie de l'église locale.
Avant de partir, avec sa famille, se mettre à l'abri au Brésil, le prince régent Jean VI a demandé au peuple portugais de ne pas se rebeller contre l'envahisseur afin de ne pas aggraver la situation du pays. Les humiliations subies par les habitants d'Olhão font naître en eux des sentiments hostiles aux Français, au point que ceux-ci, à Faro, se plaignent de ces pêcheurs qui rechignent à contribuer « à l'assiette du gouverneur français ». Le sentiment de révolte, qui touche en réalité tout l'Algarve, va croissant à mesure que les Français pressent et pillent la population.  
Les nouvelles venant d'Espagne, annonçant des révoltes populaires contre les Français ne pouvaient qu'encourager la population. Napoléon venait en effet de trahir la famille royale espagnole, l'obligeant à abdiquer du pouvoir en faveur de son frère, Joseph Bonaparte. En mai 1808, le peuple espagnol commence à se révolter contre cette mesure. Fin mai, la révolte s'est propagée jusqu'en Andalousie. Une junte suprême de gouvernement, créée à Séville, déclare la guerre à la France le 6 juin. C'est là que débarquent les premières troupes anglaises venues leur prêter main-forte.
Ce même jour, apprenant ce qui se passe en Espagne, le général espagnol Domingo Belestá, détaché à Porto, décide d'arrêter le général français François-Jean-Baptiste de Quesnel et de le livrer à la junte gouvernementale portugaise formée à l'occasion. Le jour suivant, voyant le drapeau national hissé, les habitants de Porto s'enthousiasment malgré l'appel au calme des autorités portugaises elles-mêmes. Cet enthousiasme fait long feu mais il n'empêche pas la nouvelle de se répandre très rapidement, provoquant des insurrections dans tout le pays au fur et à mesure de son avancée. Même si c'est principalement le nord qui est touché, la nouvelle finit par atteindre l'Algarve par l'intermédiaire de deux barques venues de Porto.

## La révolte

### Le 12 juin 1808
Ces nouvelles ajoutent à l'enthousiasme qui anime les esprits en ce 12 juin, veille de la Saint Antoine (importante fête populaire au Portugal), que les habitants d'Olhão ont commencé à fêter. Ce jour-là, le greffier de la Mutuelle des pêcheurs d'Olhão, João da Rosa, préparant l'une des chapelles de l'église pour les célébrations du lendemain, dévoile l'écusson royal qui trônait sur l'autel. Par ce geste, il désobéit clairement aux ordres de Junot qui a interdit tout affichage ostentatoire des symboles de la monarchie portugaise. À Olhão, l'écusson royal de cette fameuse chapelle avait été recouvert, non sans quelques arrière-pensées politiques, par un panneau représentant la protectrice du Portugal depuis le début de la dynastie des Bragance, Notre-Dame de la Conception. Cette nuit-là, la population découvrant les symboles royaux manifeste aussitôt son enthousiasme, lançant des vivats à la famille royale au milieu des chants consacrés à saint Antoine.

### Le 13 juin 1808
En début de matinée, les habitants d'Olhão se rendent à l'église pour assister à la messe de saint Antoine. Là encore, la vue de l'écusson royal anime les esprits, au point de vouloir hisser le drapeau algarvien sur leurs embarcations. Malgré la présence d'une garnison française, il n'y a pas trace d'une quelconque tentative de ramener le calme dans la ville. Devant l'euphorie générale, les Français, trop peu nombreux, ont peut-être préféré éviter l'affrontement en espérant le retour au calme. De fait, la vie semble avoir retrouvé son cours normal dans les jours suivants.

### Le 16 juin 1808
Le jeudi de Fête-Dieu, l'église est une nouvelle fois le théâtre de l'agitation populaire. Aux alentours de dix heures et demie du matin, se rendant à la messe afin de célébrer cette fête, les habitants d'Olhão découvrent une affiche sur la porte de l'église. Il s'agit d'un édit de Junot daté du 11 juin, lequel se félicite de l'attitude pacifique des soldats portugais et les invite à se joindre aux Français contre l'Espagne soulevée.  
Attendant le début de la messe, les habitants s'agglutinent sur le parvis de l'église. C'est alors qu'arrive le colonel José Lopes de Sousa, installé à Olhão depuis qu'il a préféré quitter son poste de gouverneur de Vila Real de Santo António plutôt que de servir les Français. La réputation d'indépendance de la ville n'est peut-être pas étrangère à cette installation. En découvrant l'édit, José Lopes de Sousa le déchire et clame haut et fort qu'on ne fait plus de Portugais et de marins comme autrefois, ce à quoi la population qui l'entoure répond être prête à lui prouver le contraire. Elle le nomme aussitôt chef et sous son commandement s'empare de 58 militaires français qui se trouvaient dans la ville, le reste ayant réussi à prendre la fuite.
Au milieu de la confusion provoquée par ces événements quasiment spontanés, José Lopes de Sousa ne prend même pas le temps d'organiser la défense de la ville. Il envoie quelques pêcheurs en direction des deux forts qui gardent le détroit près d'Olhão, avec pour objectif de ramener des armes et des munitions. Selon João da Rosa, un des témoins, l'enthousiasme de la population, hommes, femmes, enfants et même curés venus célébrer la messe, est tel qu'ils n'hésitent pas à prendre les armes qui leur tombent sous la main : fourches, lance-pierres, arbalètes, vieilles épées, bâtons et pierres… Les cloches de l'église sonnent sans interruption, attirant et convoquant la population d'Olhão et de ses alentours.
Se voyant dépourvu de moyens suffisants pour se défendre d'une probable attaque française, José Lopes de Sousa envoie une embarcation à la rencontre d'une armada anglaise ancrée à proximité de l'estuaire du Guadiana, afin de les informer des événements et de leur demander des armes. L'aide anglaise ne vient pas, mais le hasard veut qu'à bord de cette armada se trouve le capitaine Sebastião Martins Mestre, originaire de Tavira. Lui aussi cherche de l'aide et des armes. En apprenant la situation d'Olhão, il décide d'intervenir et réussit notamment à obtenir 130 fusils auprès des autorités d'Ayamonte.  
Ces armes parviennent à Olhão le 17 au soir. Selon João da Rosa, cette nouvelle enthousiasme toujours plus la population, bien que la localité se trouve sans armes et entourée de deux villes aux mains des Français (Faro et Tavira).

### Le 16 et 17 juin 1808 - Réaction française
Toujours le 16, les Français installés à Faro reçoivent la nouvelle de ce début de révolte à Olhão. Le corrégidor français, M. Goguet, ordonne alors à un major portugais, Joaquim Filipe de Landerset, d'user de son influence pour calmer les révoltés. Celui-ci refuse l'ordre, avec des paroles patriotiques qui se propagent rapidement parmi la population. 
Le jour suivant, de nouveaux détails de la révolte parviennent à Faro, par l'intermédiaire d'un pêcheur d'Olhão, Domingos Gonçalves Encharroco. Les Français se trouvant en infériorité demandent à certaines des personnalités de Faro d'aller calmer les révoltés, manœuvre qui leur sert surtout à gagner du temps et à attendre des renforts. En effet, il a déjà été demandé à une partie des militaires français de Tavira et de Vila Real de Santo António de se diriger vers Faro, afin de se réunir et ainsi attaquer Olhão. De telles mesures se justifient, Faro disposant à peine d'un régiment de 200 soldats français et le général Antoine Maurin étant souffrant. 
Près de 700 militaires français sont présents en Algarve, la majeure partie étant concentrée près de la frontière espagnole, par crainte de cette armada anglaise toujours ancrée dans l'estuaire du Guadiana.

### Le 18 juin 1808 - Victoire d'Olhão
Le 18 au petit matin, les pêcheurs d'Olhão apprennent que trois embarcations, venant de Tavira, avec à leur bord des soldats français et des dépouilles de guerre, partent au secours de leurs compatriotes à Faro menacée par Olhão.  
En plein détroit du sud d'Olhão, les Français sont surpris par des marins armés, commandés par le capitaine Sebastião Martins Mestre. Pris pour de simples pêcheurs, les habitants d'Olhão s'emparent très vite des embarcations, faisant 81 prisonniers. Outre les armes et les munitions appréhendées, très précieuses pour les révoltés, ils découvrent dans la correspondance française leur intention de raser Olhão et de passer la population par l'épée.   
João da Rosa prétend que la population ne perd pas courage, à tel point que, apprenant l'arrivée imminente des troupes françaises par voie de terre, ils décident d'aller à leur rencontre près du pont de Quelfes. 
Jouant sur le facteur surprise, la population attend un contingent de 185 militaires français. Le nombre exact des marins et de la population d'Olhão présente sur le lieu de la bataille n'est pas connu ; à supposer qu'il soit supérieur à celui des Français, ceux-ci gardent apparemment l'avantage. José Lopes de Sousa affirme par la suite que le peuple court à l'attaque des Impériaux malgré leur désavantage en armes et en munitions. Dans un document daté du 29 septembre 1808, il ajoute que Sebastião Martins Mestre attaque les Français, les paysans étant en sous-effectifs, disposant à peine de six cartouches chacun. Les révoltés se montrent trop tôt, du fait de leur nervosité et de leur inexpérience dans l'art de la guerre, ce qui provoque une débandade française à travers les champs. La population les poursuit, faisant 18 victimes et 12 blessés.   
Pendant ce temps, le général et stratège José Lopes de Sousa décide d'aller au devant des Français censés venir de Faro, avec un canon. Il est possible qu'il ait pris position à Meia Légua (entre Olhão et Faro). Arrivant en sens contraire, les quelque 50 soldats français ont pour ordre d'empêcher les populations d'Olhão et Faro de s'unir. Les troupes de Junot fuyant le combat du pont de Quelfes seraient allées leur demander de l'aide. Cependant, un nouveau combat éclate au lieu choisi par les Portugais et le résultat est encore plus dramatique pour les Français : 25 morts dont 16 abandonnés sur le champ de bataille avec sac, munitions et poudre. Les pertes portugaises, quant à elles, sont bien moindres.    
Craignant la contre-attaque française, le colonel José Lopes de Sousa et le capitaine Sebastião Martins Mestre (blessé à la poitrine lors de la bataille de Meia Légua, mais encourageant cette population peu habituée à de telles actions) embarquent cette même nuit en direction d'Ayamonte pour demander de l'aide et y confier les soldats français faits prisonniers. Conscients du danger, les pêcheurs d'Olhão passent la nuit dans le détroit, à bord de leurs embarcations, laissant à peine quelques hommes armés à terre.

### Le 19 juin 1808
Le matin du 19 juin est marqué par des appels et des édits avec lesquels les Français tentent de calmer la population. Il s'agit là encore de gagner du temps, un bataillon venu de Mértola se dirigeant déjà vers Tavira et Faro, afin de renforcer les unités présentes. 
Le général Maurin, cloué au lit et marqué par l'état dans lequel ses soldats lui reviennent, envoie un message aux habitants d'Olhão leur promettant le pardon et une compensation en échange de la paix. Le père António de Matos Malveiro rédige la réponse au nom du peuple :  

« Nous ne voulons pas reconnaître Bonaparte comme notre roi, mais bien le prince Jean de Portugal et la famille royale. Nous ne voulons ni nous rendre, ni de vos privilèges, ni de vos dons et nous sommes prêts à verser jusqu'à notre dernière goutte de sang pour le prince. Si vous voulez la guerre, nous sommes prêts. Venez avec tous les Français et tout Faro, nous vous attendons. »

L'assurance des habitants d'Olhão laisse penser aux Français que les Anglais ont déjà débarqué. Cette idée est renforcée par les fausses rumeurs que les femmes d'Olhão ne manquent pas de transporter à Faro et que les éventuels espions entendent dans toute la ville.  
La crainte inspirée par ces rumeurs est telle que les militaires français croient deviner des canons de fusils anglais dans les reflets de la rosée matinale. Les embarcations dans lesquelles de nombreux habitants passent cette nuit rappellent celles des escadres anglaises, sans oublier le rouge des mantilles des femmes de pêcheurs qui ajoute encore à la confusion et au sentiment de panique.
Voyant que l'aide venue de Mértola risque encore de tarder à arriver à Faro, tout semble perdu pour les Français. Ces derniers encore une fois un appel à la paix par l'intermédiaire de quelques nobles de Faro (dont le major Landerset un peu gêné bien que venu comme simple traducteur). Les Français se révèlent disposés à signer un traité de paix aux conditions voulues par Olhão. Dans le cas contraire, « chaque habitant serait passé par l'épée et la ville effacée de toutes les mémoires ». Les habitants d'Olhão refusent toutefois de céder, d'autant qu'ils affirment disposer d'hommes et de munitions en nombre suffisant pour chacun de leurs ennemis.    
Sur ces entrefaites, un soldat français à cheval interrompt la réunion qui se tient près de Meia Légua (à mi-chemin entre Faro et Olhão), informant les Français que vers trois heures de l'après-midi, un soulèvement a éclaté à Faro. Entendant le message, Landerset en informe ceux d'Olhão, leur demandant de refuser toutes les propositions françaises. 
Les Français présents se replient aussitôt sur Faro, tentant vainement de cacher la nouvelle. Les habitants, appelés par les cloches de l'église, commencent à se réunir avant de lancer une attaque : 170 Français sont faits prisonniers, dont le général Maurin. Ceux qui parviennent à s'enfuir se dispersent dans la campagne, essayant d'éviter les fermes et les routes trop fréquentées.      
La nouvelle du soulèvement d'Olhão se répand si bien que, le 23 juin, les troupes françaises quittent la province d'Algarve.

## Conséquence de la révolte d'Olhão

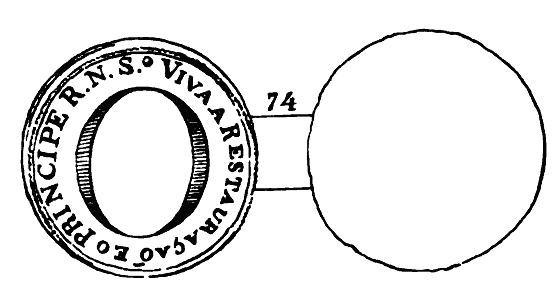
L'envers et le revers de la première représentation connue de la médaille d'Olhão

À l'issue de ces événements, quelques pêcheurs d'Olhão se portent volontaires pour aller raconter au prince-régent la nouvelle de l'expulsion des Français du royaume d'Algarve. Ils embarquent dans un modeste caïque, le Bom Sucesso ; partis le 7 juillet, ils atteignent Rio de Janeiro le 22 septembre, où ils sont accueillis avec joie et stupeur par le monarque et les habitants. En retour, le futur Jean VI de Portugal exprime sa gratitude aux habitants d'Olhão. Outre les faveurs et les nominations, une charte royale du 15 novembre 1808 établit que la révolte d'Olhão est « le premier signal de la restauration de la monarchie ». Le bourg est baptisé Olhão da Restauração ; privilèges, libertés, franchises, honneurs et exemptions le favorisent à l'égal des plus grandes villes du royaume. En outre, le Prince autorise les habitants à porter une médaille avec un « O » gravé et la légende suivante : « Vive la Restauration et le Prince Régent notre Seigneur ».   

## Sources
- (pt) Cet article est partiellement ou en totalité issu de l’article de Wikipédia en portugais intitulé « Revolta de Olhão » (voir la liste des auteurs).